# Sterniczka argentyńska
Sterniczka argentyńska (Oxyura vittata) – gatunek średniej wielkości ptaka z podrodziny sterniczek (Oxyurinae) w obrębie rodziny kaczkowatych (Anatidae). Zamieszkuje jeziora i inne zbiorniki wody stojącej w południowej części Ameryki Południowej. Odżywia się głównie roślinami, a dietę urozmaica także bezkręgowcami wodnymi. Gatunek ten figuruje w Księdze rekordów Guinnessa za największy wśród ptaków organ rozrodczy samca – przy długości ciała 36–40 cm, prącie może osiągnąć długość ponad 42 cm. Po godach samica buduje gniazdo, którym jest zwykle duża platforma zbudowana z roślinności wodnej. IUCN uznaje sterniczkę argentyńską za gatunek najmniejszej troski (LC).

## Taksonomia
Gatunek naukowo opisał Rodolfo Amando Philippi w roku 1860 pod nazwą Erismatura vittata; jako miejsce typowe holotypu podał Chile. W Handbook of the Birds of the World (HBW; tom 1., 1992 r.) podaje się, jakoby O. vittata tworzyła nadgatunek ze sterniczką australijską (O. australis), natomiast podobnie do obu wyglądająca sterniczka afrykańska (O. maccoa) jest bliżej spokrewniona ze sterniczką zwyczajną (O. leucocephala) niż z linią ewolucyjną O. vittata+O. australis. Międzynarodowy Komitet Ornitologiczny (IOC) uznaje ten gatunek za monotypowy i przydziela do rodzaju Oxyura, podobnie jak HBW oraz autorzy Kompletnej listy ptaków świata.

### Etymologia
- Oxyura – gr. οξυς oxus „ostry, spiczasty”; ουρα oura „ogon”[8],
- vittata – prążkowany od gr. vitta – prążek, pasmo, wstążka[9].

## Występowanie
Sterniczka argentyńska jest mieszkańcem nizin chilijskich (HBW wymienia także wyżyny) od Atacamy na południe po wyspę Chiloe. Na wschód od Andów występuje w Argentynie od prowincji La Rioja i San Juan na południe po Ziemię Ognistą. Gatunek ten gniazduje również na wschód od Rocha do Montevideo w Urugwaju. Po okresie lęgowym O. vittata, podobnie jak inne kaczki z południowej części Ameryki Południowej, migruje zimą, docierając do południowej Brazylii, Paragwaju i Boliwii, jednak susze spowodowały, że ptaki zboczyły ze swoich regularnych tras przelotu na Falklandy i Deception Island. W Brazylii gatunek ten jest uważany za nieregularnego gościa w Rio Grande do Sul.
W dniu 3 lipca 2009 roku jedna samica została zaobserwowana razem z kilkoma płaskonosami jasnogłowymi (Spatula platalea) w podregionie Nhecolândia regionu Pantanal, w dorzeczu górnego Paragwaju w Brazylii; tym samym, jest to pierwsze stwierdzenie na tym terenie tego ptaka.
Częściowo wędrowny. Ptaki z populacji najbardziej wysuniętych na południe opuszczają lęgowiska i spędzają zimę w regionach o bardziej umiarkowanym klimacie, na północ aż po południową Brazylię, Paragwaj i południowo-wschodnią Boliwię. Inne populacje w dużej mierze osiadłe, z wędrówkami tylko na małą skalę; czasami podczas silnych susz rozpraszają się bardziej.

## Morfologia

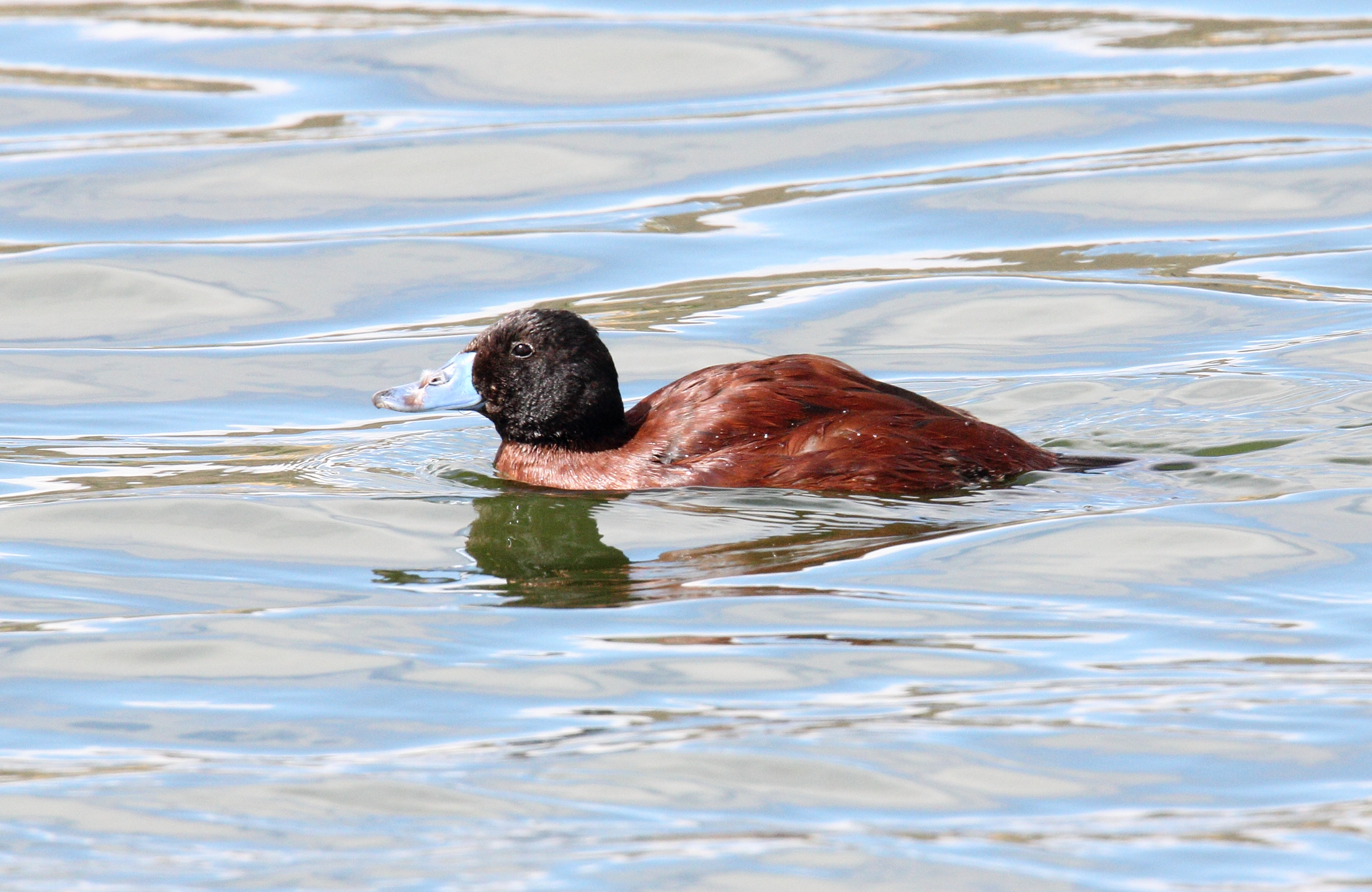
Płynący samiec

Ciało dorosłego ptaka mierzy od 36 do 46 cm; skrzydło długości od 13,7 do 15,5 cm; dziób 2,9 cm, jego szerokość w najszerszym miejscu wynosi 1,9 do 2,3 cm; masa ciała wynosi od 560 do 610 g.
Silny dymorfizm płciowy. Samca cechuje bardzo ciemny, kasztanowaty tułów, który może mieć czerwonawe tony. Upierzeniem przypomina samca sympatrycznie występującej sterniczki peruwiańskiej (Oxyura jamaicensis ferruginea; podgatunek sterniczki jamajskiej), ale jest mniejszy od tego drugiego. Brak też u niego bieli na brodzie (aczkolwiek nie jest to reguła i nie każdy samiec jest pozbawiony takiej plamy [na podstawie okazów muzealnych]). Ma również bardziej kwadratową głowę i dłuższy ogon oraz krótszy dziób (szczęka koloru jasnoniebieskiego, a żuchwa różowożółta). Dziób kobaltowoniebieski, z delikatnie różowawożółtymi krawędziami tnącymi. Samica sterniczki argentyńskiej często ma bardziej kontrastowe i jaśniejsze znaczenia z jasnymi pręgami po bokach i wyraźniejszymi paskami na głowie niż samica sterniczki peruwiańskiej. Samica O. vittata posiada także pręgowany czerwonawo-płowy grzbiet. Jej dziób jest koloru ciemnego. Młode i samce w szacie spoczynkowej przypominają wyglądem samicę. Nogi są oliwkowe.
Dawniej gatunek przez niektórych był uznawany za nielota, ponieważ poszczególne obserwacje dotyczyły osobników, które w chwili zagrożenia nurkowały. W książce A Natural History of the Ducks (1926) zaprzecza się twierdzeniu, by ta kaczka była nielotem, co tłumaczy się tym, że takson ten nie musi odbywać dużych wędrówek, a jeśli już, to mają one miejsce w nocy (podobnie jak w przypadku sterniczki jamajskiej). Twierdzeniu o nielotności zaprzeczył też lord William Percy, który podczas wyprawy do Chile widział osobniki, które za każdym razem uciekały, odlatując.
Zazwyczaj milcząca.

## Ekologia
Sterniczka argentyńska spędza większość dnia, śpiąc. Zamieszkuje duże, płytkie, gęsto zarośnięte jeziora oraz bagna. Poza okresem lęgowym odwiedza także inne zbiorniki wody stojącej, takie jak laguny i zbiorniki wodne określane w języku hiszpańskim jako salina. Hudson opisuje jednak ten gatunek jako ściśle wodny, podobnie jak w przypadku perkozów (Podicipediformes), z którymi dzieli umiejętność nurkowania, pozostawiając głowę i szyję na powierzchni. Kiedy poczuje się zagrożona, pozostaje w bezruchu.

Żywi się, przesiewając szczątki dna podczas nurkowania. Dieta do końca nie jest poznana, ale przypuszcza się, że opiera się ona na nasionach, częściach roślin wodnych i bezkręgowcach przybrzeżnych.

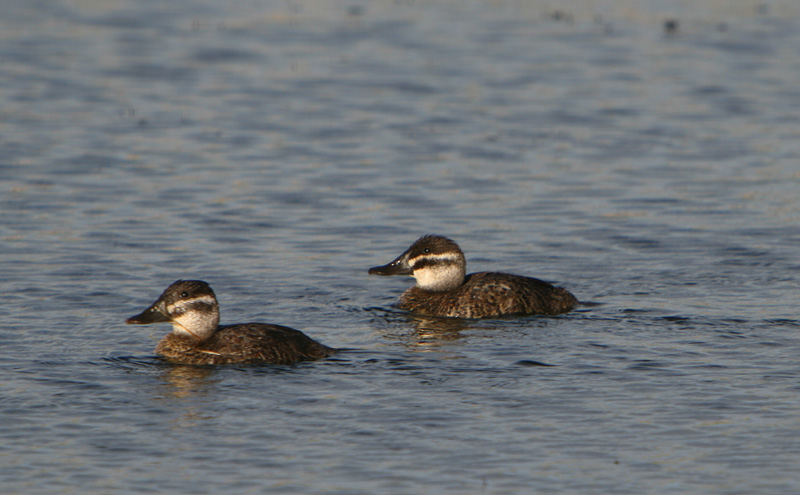
Dwie samice O. vittata

### Rozmnażanie
Na tle innych ptaków kaczki te wyróżniają się strukturami rozrodczymi podobnymi do prącia ssaków. Sterniczka również posiada twór w kształcie spirali (korkociągu) z drobnymi spiczastymi wyrostkami, który może osiągnąć bardzo duże rozmiary w stosunku do rozmiaru ciała. McCracken w 2000 roku opisał osobnika z organem rodnym długości 20 cm. Jednak już w 2001 czasopismo „Nature” opublikowało zdjęcie McCrackena przedstawiające samca z prąciem długości 42,5 cm. Dla porównania, samce strusi (Struthioniformes; obecnie największe ptaki świata) osiągają wielkość 210–275 cm, a organ rodny samca ma 20 cm. Dzięki temu zdjęciu i takim rekordom ta słabo poznana sterniczka może zostać lepiej poznana.
Sezon lęgowy w Argentynie trwa od października do stycznia, w Chile być może dłużej. Sterniczki argentyńskie gniazdują w parach lub luźnych grupach. Gatunek ten wydaje się bardziej monogamiczny niż inni przedstawiciele rodzaju Oxyura, choć w populacjach trzymanych w niewoli często mają miejsce kopulacje z osobnikami spoza pary, a samce, choć nie są terytorialne, bronią swych partnerek przed innymi samcami. Samiec podczas toków wydaje wszelkie mechaniczne odgłosy i miękkie, trzaskające pup-pup-pup-prup. Dodatkowo tokujące samce potrafią specyficznie poruszać szyją (pulsować). W gęstej roślinności samica buduje gniazdo, które jest dużą, płaską platformą. W zniosie jest zwykle od 3 do 5 jaj; obserwacje 12 jaj w gnieździe mogą być przypadkami pasożytnictwa ze strony innych samic. Samica wysiaduje jaja samodzielnie przez 23–24 dni. Pisklęta mają czarnawy tułów, czarną czapeczkę, blade gardło oraz długi, biały pasek oczny. Młode są w pełni opierzone po 56–63 dniach od wyklucia.

## Status
Nie uchodzi za zagrożoną, stąd też w Czerwonej księdze gatunków zagrożonych Międzynarodowej Unii Ochrony Przyrody (IUCN) nieprzerwanie od 1988 roku jest zaliczana do kategorii LC (Least Concern). Liczebność populacji szacuje się na 25 000 – 100 000 osobników, a jej trend oceniany jest jako stabilny.
Zazwyczaj występuje tylko lokalnie i dość rzadko; relatywnie często obserwowana jest jedynie w północnej Argentynie; na Ziemi Ognistej lęgi wyprowadza nielicznie. Populacja trudna do oszacowania, ponieważ jest to słabo poznany i skryty gatunek. Najprawdopodobniej nie zagraża mu łowiectwo (choć wg IUCN jest to ptak łowny), a raczej degradacja terenów blisko zbiorników wodnych.